# Suppiluliuma I
Suppiluliuma I  fue un rey hitita del siglo XIV a. C. con el que tradicionalmente comienza el Nuevo Imperio hitita.

## Biografía
Gobernó desde el 1375 a. C., momento en que su hermano, Tudhaliya el Joven, murió a manos de una conspiración de oficiales hititas (probablemente instigada por el propio Suppiluliuma) hasta el año 1322 a. C.
Suppiluliuma destacó pronto por sus habilidades militares, cobrando importancia ya durante el reinado de su padre, Tudhaliya III, en las campañas contra los kaskas que habían capturado la capital, Hattusa, así como en las diversas expediciones que Tudhaliya emprendió contra los reinos de Arzawa y las potencias vasallas de la frontera oriental.
A pesar de su valía como militar, no fue el heredero de Tudhaliya III, lo que probablemente, le llevó a participar en la conspiración contra Tudhaliya el Joven, momento a partir del cual comenzó su reinado.
Al subir al trono, Suppiluliuma se encontró con invasiones de su frontera oriental por parte de aliados de Mitanni, como Isuwa; aunque logró rechazar esas invasiones, sus fuerzas no fueron capaces de causar daños considerables a Mitanni. Dadas las circunstancias, Suppiluliuma aplicó todas las medidas diplomáticas a su alcance, firmando una alianza con los casitas de Babilonia y fomentando una guerra civil interna entre los distintos pretendientes al trono de Mitanni, para debilitar el reino enemigo.
Precisamente, cuando el rey de Mitanni, Tushratta lanzó una expedición contra el reino de Nuhasse, vasallo de los hititas, como castigo contra el apoyo que este reino, junto al imperio hitita, daba a su hermano y rival por el trono, Artatama II, Suppiluliuma declaró la guerra a Mitanni. Esta guerra, llamada la primera guerra siria de Suppiluliuma, fue un éxito rotundo, ya que los hititas conquistaron una buena parte del territorio occidental de Mitanni y establecieron gobernantes vasallos en reinos tan importantes como Nuhasse, Ugarit y Qadesh. Sin embargo, Mitanni no estaba aún completamente derrotado, lo que hizo que Suppiluliuma lanzara la segunda guerra siria algunos años después, en la que logró conquistar la importante fortaleza de Karkemish y reducir a Mitanni a la condición de estado tributario bajo el mando de Shattiwaza, hijo de Tushratta.
Para organizar todas las conquistas hititas, Suppiluliuma creó dos virreinatos: uno en Karkemish para su hijo Sarri-Kusuh y otro en Alepo para su hijo Telepinu. Estos dos virreinatos se mantuvieron durante los sucesores de Suppiluliuma y se convirtieron en una importante institución hitita que permitía controlar la nueva frontera oriental del imperio. Gracias a ellos, Suppiluliuma pudo dedicar sus energías a mantener a raya a los kaskas y a los reinos de Arzawa.
La gran expansión hitita durante el reinado de Suppiluliuma provocó la hostilidad de sus vecinos, Asiria y Egipto. Asiria, en particular, intentó aprovecharse de la desaparición de Mitanni, conquistando a antiguos vasallos orientales de este reino, e intentando apoyar a miembros antihititas de la familia real de Mitanni, como Shuttarna III, aunque la fuerza de la presencia hitita en la zona impidió a Asiria hacer grandes avances.
Egipto, por otro lado, consideraba el dominio hitita sobre su antiguo protectorado, Qadesh, como una afrenta y parece que comenzó a preparar esfuerzos militares para su reconquista. Sin embargo, la muerte del faraón Tutankamón provocó que su viuda, Dahamunzu, solicitara a Suppiluliuma que enviara a uno de sus hijos para convertirse en el nuevo gobernante egipcio. Suppiluliuma, viendo una inmensa oportunidad para colocar a su familia al frente de uno de los reinos más importantes de su época, envió a su hijo Zannanza, pero este fue asesinado durante su viaje. Ay se convirtió en faraón, por lo que Suppiluliuma declaró la guerra a Egipto, capturando varias ciudades y muchos prisioneros. Esta rivalidad con Egipto se convirtió en recurrente durante la historia hitita, dando lugar, entre otros hechos, a la conocida batalla de Qadesh.
Suppiluliuma murió a causa de una epidemia de viruela traída por los prisioneros de guerra egipcios y fue sucedido por su hijo mayor, Arnuwanda II, mientras que sus hijos Sarri-Kusuh y Telepinu conservaron sus virreinatos en Karkemish y Alepo.